# Louis Brière de l'Isle

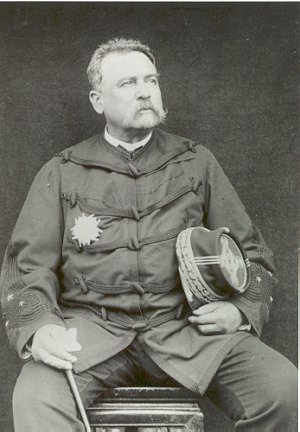

Louis Alexandre Esprit Gaston Brière de l'Isle, född 24 juni 1827, död 19 juni 1896, var en fransk militär.
Brière de l'Isle blev officer vid marininfanteriet 1847. Han deltog som kapten och bataljonschef i expeditionerna mot Kina och Indokina 1859–62 och blev 1870 som överste sårad och tillfångatagen vid Sedan. År 1876 blev Brière de l'Isle guvernör i Senegal, 1881 brigadgeneral och 1882 generalinspektör för marintrupperna. 1883 deltog han i expeditionen till Tonkin och blev 1884 överbefälhavare där. Efter att ha blivit divisionsgeneral 1885 måste han efter Langsons fall samma år avträda befälet, men utnämndes istället 1887 åter till generalinspektör över marintrupperna.